# جلال‌آباد (چشمه زیارت، یک)
جلال‌آباد یا موتور زمان خان بدی دک روستایی در دهستان چشمه زیارت بخش مرکزی شهرستان زاهدان استان سیستان و بلوچستان ایران است.

## جمعیت
بر پایه سرشماری عمومی نفوس و مسکن در سال ۱۳۹۵ جمعیت این روستا ۳۹ نفر (۱۱خانوار) بوده‌است.